# Binic
Binic, (en bretón Binig), era una comuna francesa situada en el departamento de Costas de Armor, de la región de Bretaña, que el 1 de enero de 2016 pasó a ser una comuna delegada de la comuna nueva de Binic-Étables-sur-Mer al fusionarse con la comuna de Étables-sur-Mer.

## Historia
Hasta 1821 Binic formó parte de Étables-sur-Mer.
Es especialmente conocida por ser una estación de balneario atractiva en la que predomina el turismo. También es conocida como "el lunar de las Costas de Armor".

## Demografía
| Gráfica de evolución demográfica de Binic entre 1851 y 2013 |
|                                                             |

Los datos demográficos contemplados en este gráfico de la comuna de Binic se han cogido de 1800 a 1999 de la página francesa EHESS/Cassini, y los demás datos de la página del INSEE.